# The Rounders (pel·lícula de 1914)
The Rounders és una pel·lícula muda de la Keystone escrita i dirigida per Charles Chaplin i protagonitzada per ell mateix i Roscoe Arbuckle, que tot i que ja havien intervingut conjuntament en altres pel·lícules, per primer cop són els dos protagonistes. Es va estrenar el 7 de setembre de 1914.

## Argument
Mr. Full i Mr. Fuller són dos troneres que tornen borratxos a les seves cases on els esperen les seves dones per començar una baralla. La senyora Fuller colpeja el seu marit i després aquest vol estrangular-la. La senyora Full escolta l'altercat a casa dels Fuller a través del passadís i envia al seu marit a investigar. Les dues dones comencen a discutir, mentre el senyor Full i el senyor Fuller aprofiten l'oportunitat per agafar els diners de les seves dones i fugir junts a un bar on també causen problemes. Quan les seves esposes els troben, escapen per l’estany amb un vaixell de rems que fa aigües. Sentint-se fora de l'abast de les seves dones i de les víctimes de l'enrenou que han causat, s'adormen, inconscients que l'aigua puja de nivell i finalment s’enfonsen.

## Repartiment
- Charlie Chaplin (Mr. Full)
- Roscoe Arbuckle (Mr. Fuller)
- Phyllis Allen (Mrs. Full)
- Minta Durfee (Mrs. Fuller)
- Al St. John (grum/cambrer)
- Charley Chase (comensal)
- Cecile Arnold (clienta de l’hotel)
- Dixie Chene (comensal)
- Jess Dandy (comensal)
- Gene Marsh (comensal)
- Wallace MacDonald (comensal)
- Edward F. Cline (client de l’hotel)
- Billy Gilbert (Porter amb cara negra)
- Edgar Kennedy (extra)
- Peggy Page (comensal)
- Ted Edwards (policia)
- William Hauber (cambrer)
- Harry Russell (cambrer)